# Issam Zahreddine
Issam Zahreddine (en arabe : عصام زهر الدين), né le 9 septembre 1961 à Tarba, près de Soueïda, et mort le 18 octobre 2017 à Deir ez-Zor, est un major-général syrien, chef de la 104e Brigade de la Garde républicaine.
Il joue un rôle important lors la guerre civile syrienne, où il devient un des généraux les plus populaires dans le camp loyaliste, mais est aussi accusé de crimes de guerre. Il se signale en particulier en réprimant la rébellion à Homs, puis en commandant la garnison de Deir ez-Zor lors la bataille pour la défense de la ville, au cours de laquelle il trouve la mort.

## Biographie
Issam Zahreddine est originaire de la localité de Tarba, près de Soueïda. Il est membre de la communauté druze,. En 1982, il rejoint la milice populaire du parti Baas, puis est nommé, trois ans plus tard, officier dans les troupes aéroportées (forces spéciales) unités blindées. En 1988, il intègre la Garde républicaine.
Zahreddine est l'un des membres les plus éminents et de haut rang de la communauté druze en Syrie qui se bat pour le gouvernement syrien durant la guerre civile. Dans ce rôle, Zahreddine a fait l'objet de critiques des autres membres de la communauté druze, comme Walid Joumblatt, qui l'a accusé de lutter contre son propre peuple. Zahreddine a également été qualifié d'individu méritant la mort par un groupe de dirigeants religieux druzes à Soueïda en février 2013, à travers un communiqué dénonçant par ailleurs l'utilisation de la violence par les deux parties.
Au début du conflit, Issam Zahreddine est brigadier-général, commandant la 104e brigade de Douma et Harasta de la Garde républicaine. Il est aux côtés du général de brigade Manaf Tlass avant les dernières défections,. Cette brigade avait été commandée par Bachar al-Assad avant qu'il ne devienne président, et par Bassel Assad jusqu'à sa mort en 1994. 
En 2011, Zahreddine réprime les manifestations de l'opposition à Damas, Deraa, Douma et Harasta,. Selon le témoignage d'un soldat déserteur, il passe personnellement des opposants à tabac avec un bâton électrique,. Il commence alors à se signaler par ses exactions : à de nombreuses reprises au cours du conflit, Zahreddine apparaît dans des photos et des vidéos en paradant près de corps démembrés ou décapités, sur lesquelles apparaissent des marques de torture, ,.
En 2012, il dirige les forces du régime lors du siège de Homs. Il est alors accusé d'avoir planifié le bombardement contre le centre médiatique des militants de l'opposition et causé la mort de la journaliste américaine Marie Colvin et du photographe français Rémi Ochlik, à Homs le 22 février 2012,. La famille de Marie Colvin dépose plainte contre lui, en affirmant avoir réuni les preuves que l'attaque du centre de presse s'était déroulé sous ses ordres et celui du lieutenant Kenan Muhammad Ghaliya, par la suite félicités pour le succès de l'opération, .
En 2013, il combat à Alep, avant d'être envoyé à Deir ez-Zor à la fin de l'année, où il est promu major-général,. Il est rappelé avec sa brigade à Damas en avril 2015, avant d'être à nouveau redéployé à Deir ez-Zor le mois suivant. En juin 2015, il part renforcer l'armée syrienne à Hassaké, qui subit une offensive de l'État islamique,. En janvier 2017, de retour à Deir ez-Zor, Issam Zahreddine se retrouve encore à la tête des défenses de la ville qui doivent repousser une nouvelle offensive de l'État islamique. Il est toujours à l'intérieur de la ville, lorsque les troupes du régime brisent en septembre 2017 le siège imposé par les djihadistes.
Issam Zahreddine est alors félicité par le président Bachar el-Assad pour sa résistance, mais peu après il crée la polémique en menaçant les réfugiés syriens : « À ceux qui ont quitté la Syrie pour d'autres pays, je vous prie de ne jamais revenir. Même si le gouvernement vous pardonne, nous n'oublierons, ni ne pardonnerons ». Il revient ensuite sur ses déclarations et présente ses excuses à la télévision nationale. 
En 2017, Issam Zahreddine fait l'objet de sanctions de l'Union européenne pour sa « responsabilité dans les répressions violentes contre la population civile, y compris durant le siège de Baba Amro en février 2012 ». 
Le 18 octobre 2017, il est tué dans la ville de Deir ez-Zor par l'explosion d'une mine.